# Spido
Spido, seit Juli 2019 mit vollem Namen Koninklijke Spido B.V., ist eine niederländische Reederei in Rotterdam, die dort von ihrer Anlegestelle, einem Schwimmanleger am Nordende der Erasmusbrücke, Hafenrundfahrten sowie Ausflugs- und Gesellschaftsfahrten unternimmt. Von ihrer Gründung am 24. Januar 1919 bis nach dem Zweiten Weltkrieg war sie im Hafenfährdienst tätig. Seit den 1960er Jahren sind Ausflugs- und Hafenrundfahrten ihr primäres Geschäftsfeld, seit 1986 das ausschließliche.

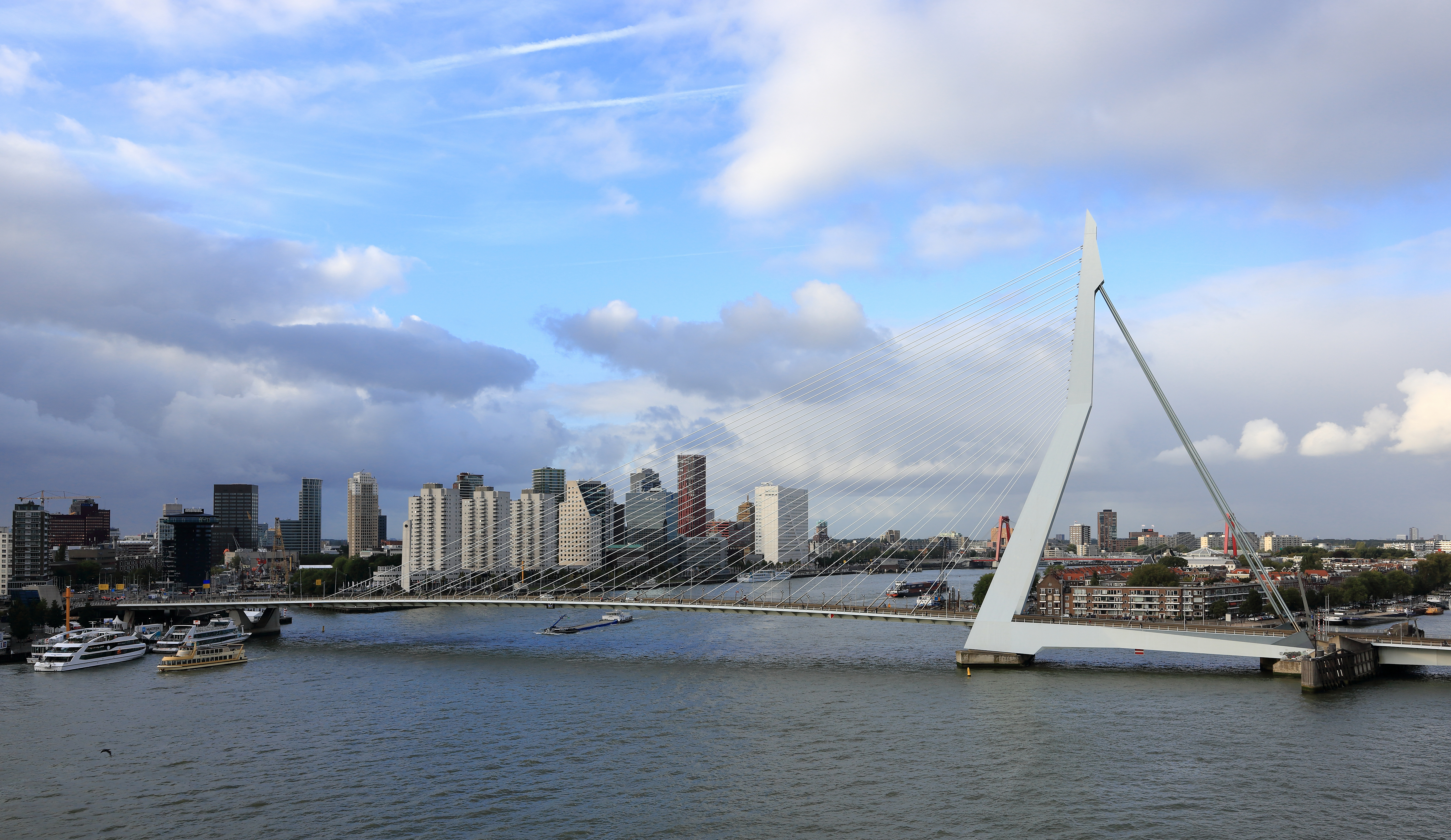
Die Erasmusbrücke, links die Anlegestelle der Spido-Schiffe, 2019

## Geschichte

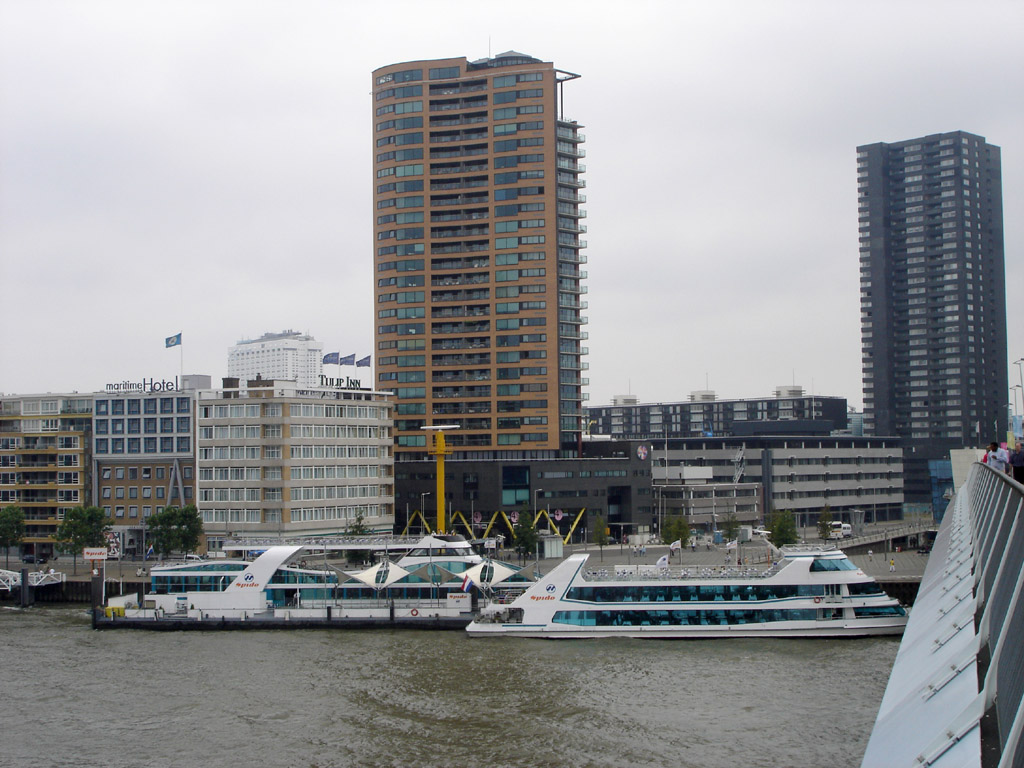
Anlegestelle der Spido-Schiffe bei der Erasmus-Brücke, 2005

Der Unternehmer Daniël George van Beuningen, Direktor der Steenkolen Handels-Vereeniging (SHV), kaufte 1911/12 die Rotterdamer Machinefabriek en Scheepswerf van P. Smit Jr. mit ihrer Tochtergesellschaft Nederlandsche Stoomsleepdienst, die einen Hafenschleppdienst in Rotterdam betrieb. Am 24. Januar 1919 gründete er mit einigen vom Stoomsleepdienst übernommenen Booten den Übersetzdienst Spido als Tochterfirma der Stoomsleepdienst. Geschäftszweck war, einen Zubringer-Dienst für Hafenarbeiter und Seeleute anzubieten, der sie an ihre Arbeitsplätze und wieder zurück sowie Passagiere zu und von ihren Schiffen bringen würde. Der Dienst wurde schnell populär, so dass er innerhalb von nur einem Jahr zu einer Flotte von fast 30 Motor- und Dampf-Barkassen anwuchs. Neben dem Liniendienst mit festen Fahrplänen fungierte Spido auch nach Art eines Wassertaxis, nach Anforderung durch hissen der Spido-Reedereiflagge auf dem anfordernden Schiff. Daneben brachte Spido ab 1922, im Auftrag der niederländischen Postverwaltung, auch die Post zu den Schiffen im Hafen, vermietete ihre Boote für private Veranstaltungen an Firmen und Vereine und betrieb einen zusätzlichen Liniendienst zum 1920 eröffneten Flugplatz Waalhaven, der vor allem von Tagesausflüglern genutzt wurde.
Die Weltwirtschaftskrise der 1930er Jahre hatte ernsthafte Einwirkungen auch für den Hafen Rotterdam und somit für Spido, und die Flotte musste verkleinert werden. Erst ab 1936 ging es wieder aufwärts. Dann brachten die Kriegsjahre des Zweiten Weltkriegs erneut schwere Zeiten. Ein erheblicher Teil der Boote blieb aus Mangel an Bedarf aufgelegt und 12 weitere Boote mussten ab Mitte Juni 1940 im Dienst der deutschen Besatzungsmacht fahren. Bei Kriegsende 1945 waren von den 22 Schiffen, die die Reederei bei Kriegsbeginn betrieben hatte, nur noch 15 fahrbereit. Dann aber profitierten der Hafen Rotterdam und damit auch Spido vom wirtschaftlichen Wiederaufbau in Deutschland. Die Hafenkapazitäten wurde stark erweitert und ab 1958 wurde der Europoort angelegt. Mit der enormen Vergrößerung des Hafengebiets und der wachsenden Zahl dortiger Betriebe wuchs auch der Bedarf für zuverlässige Zubringerdienste in alle Hafenbecken. Da auch die Nachfrage nach Hafenrundfahrten und Vergnügungsfahrten stetig anstieg, kaufte Spido im September 1955 das alte Personenfährschiff W. F. van der Wyck, ließ es bei Wilton-Fijenoord in Schiedam umbauen und stellte es dann mit dem Namen Erasmus als neues Flaggschiff in Dienst. Die Erasmus fuhr noch bis Oktober 1973, bis sie dann aufgelegt wurde.

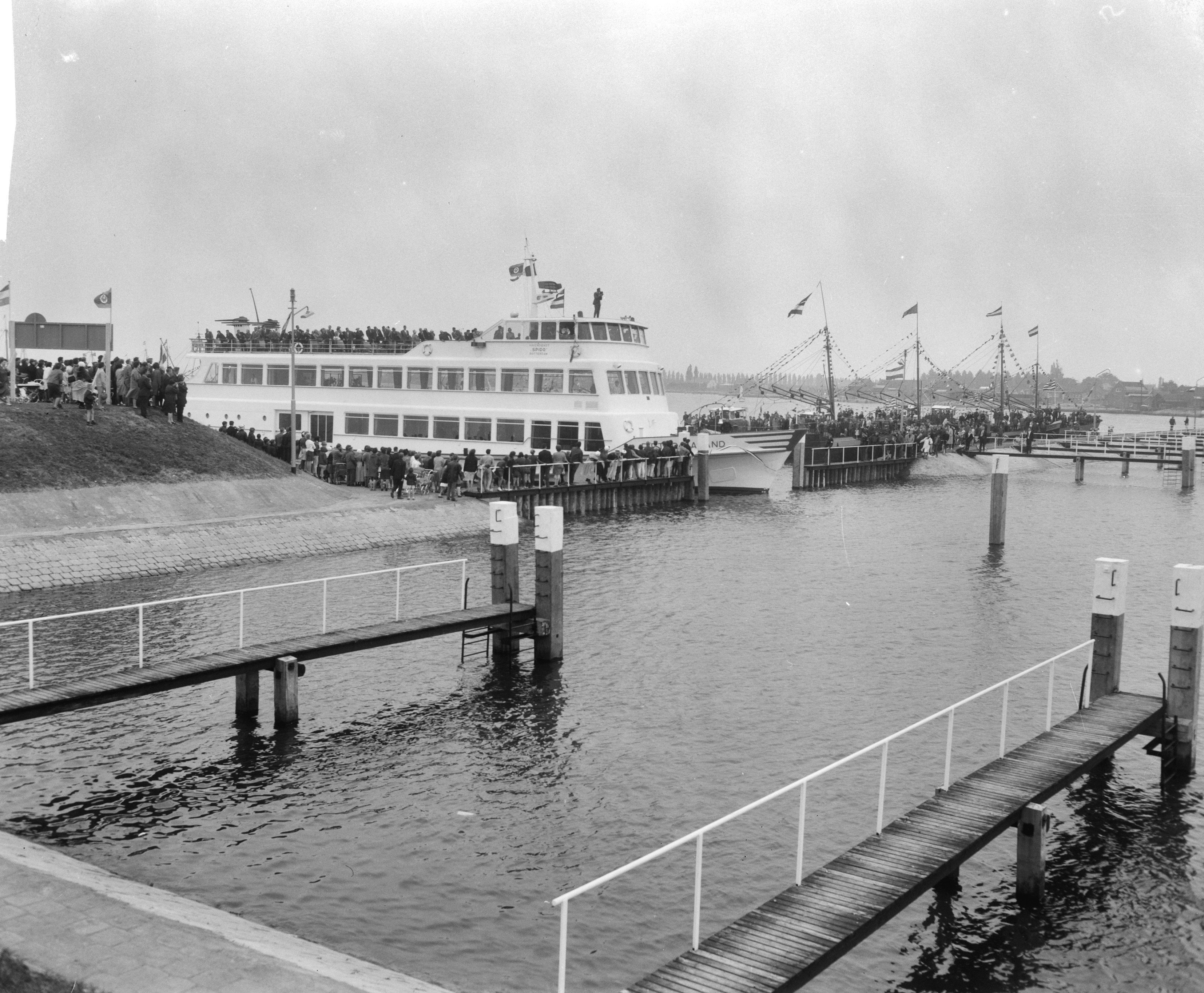
Die Pieter Caland, 1965

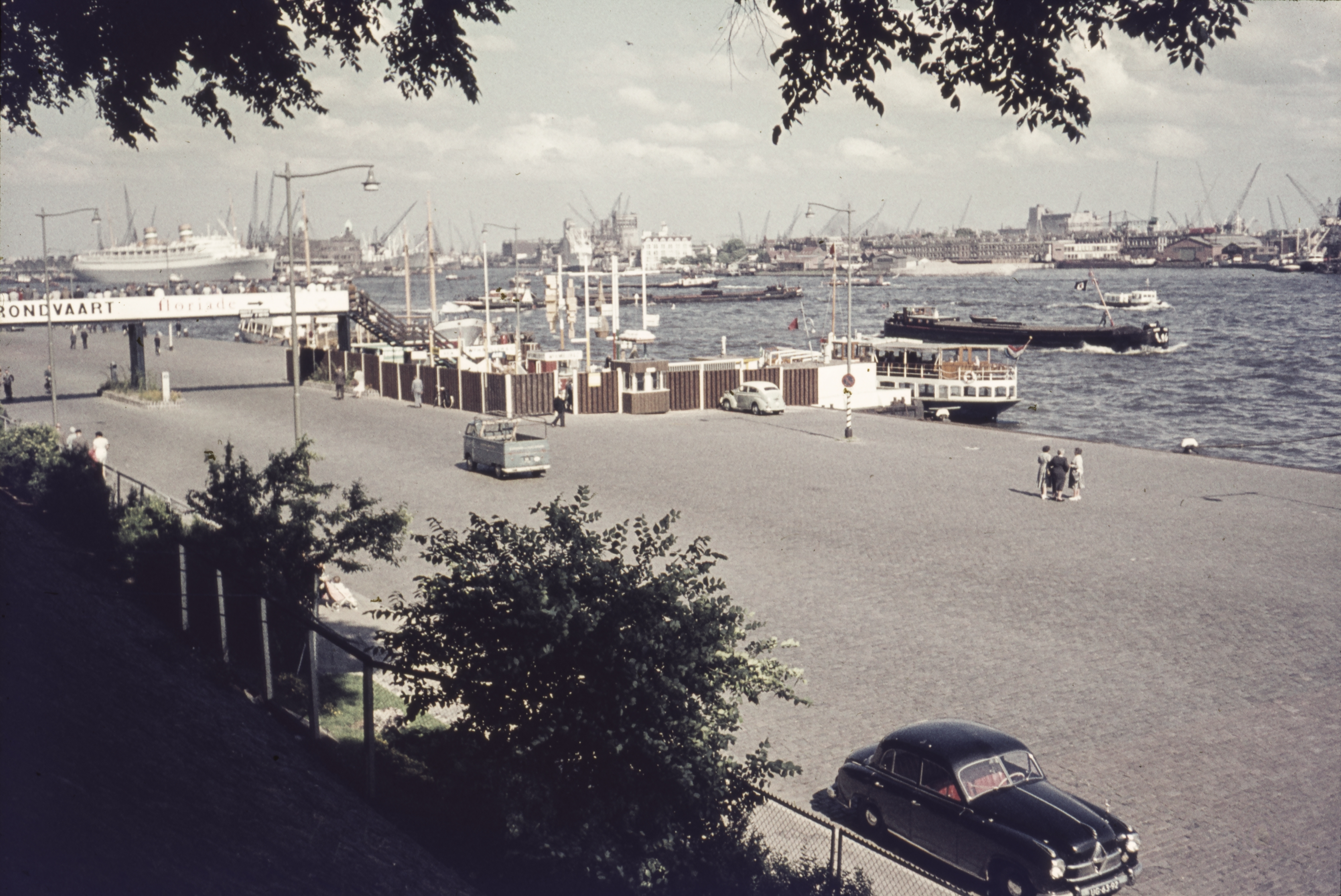
Anlegestelle der Spido-Schiffe, 1960 (im Hintergrund die Nieuw Amsterdam)

In den 1960er Jahren wurden Ausflugs- und Hafenrundfahrten das dominierende Geschäftsfeld von Spido. Mehrere vergleichsweise große Fahrgastschiffe wurden in Dienst gestellt, angefangen mit der Pieter Caland im März 1960, die morgens und abends Zubringerdienste durchführten und tagsüber Touristen durch das Hafengebiet oder zu den im Bau befindlichen Sperren der Deltawerke fuhren. Im Jahre 1976 verkaufte die Familie van Beuningen die Reederei an Smit Internationale N.V., die das nunmehr Smit-Spido B.V. genannte Unternehmen bis 1995 führte. Der weitere Ausbau des Europoort, der die großen Schiffe aus den Hafenbecken nahe der Innenstadt abzog, brachte einen stetigen Rückgang der Passagierzahlen, so dass der Zubringerdienst 1986 eingestellt wurde. Im Kampf um neue Märkte stellte Spido zwei neue Ausflugsschiffe in Dienst, 1995 die Marco Polo, 1998 die Vasco da Gama. Nach einem knapp vierjährigen Intermezzo von 1995 bis 1999 unter einem Konsortium neuer Eigner übernahmen die Reedereien Doeksen und E. Heijmen gemeinsam die Spido und investierten in einen weiteren Neubau, die 2000 gebaute Abel Tasman.
2003 wurde die James Cook von Woltheus Cruises in Alkmaar hinzugekauft. Die meisten älteren und kleineren Schiffe wurden ins Ausland verkauft und Spido konzentrierte sich nunmehr neben Hafenrundfahrten auf Tagesfahrten, u. a. zur Maasvlakte oder zu den Deltawerken. Im Jahre 2003 verkaufte Doeksen, 2006 auch Heijmen seine Anteile an Leo Blok, der im Jahre 2011 auch das Management von Spido übernahm. Das neueste Schiff der Flotte ist die im Jahre 2019 in Dienst gestellte Prinses Amalia. Heute (2021) betreibt Spido fünf moderne Binnenschiffe und einen Oldtimer.
Am 5. Juli 2019 erhielt die Reederei als Namenszusatz den Ehrentitel Koninklijk (königlich) und sie heißt seitdem Koninklijke Spido B.V. 

## Schiffsflotte 2021
| Schiffsname    | Baujahr | Länge (m) | Passagiere | Mit Spido seit | ENI-Nummer | Bild  |
| -------------- | ------- | --------- | ---------- | -------------- | ---------- | ----- |
| Prinses Amalia | 2019    | 44        | 250        | 2019           | 02338352   | [ 4 ] |
| James Cook     | 2002    | 55        | 500        | 2003           | 02325213   |       |
| Abel Tasman    | 2000    | 54        | 600        | 2000           | 02324703   |       |
| Henry Hudson   | 1996    | 36        | 120        | 2006           | 02012586   |       |
| Marco Polo     | 1995    | 43        | 200        | 1995           | 02322114   |       |
| Ostara         | 1961    | 26        | 60         | 2002           | 02314429   |       |

## Ehemalige Spido-Schiffe (Auswahl)
| Schiffsname    | Baujahr | Länge (m) | Passagiere | Mit Spido | Spätere Nutzung |
| -------------- | ------- | --------- | ---------- | --------- | --- |
| Erasmus        | 1923    | 64        | …          | 1955–1973 | Heute B&B Gästehaus in Dordrecht                                                                                      |
| Oranjeplaat    | 1966    | 40        | 500        | 1966–1998 | Als Festina Lente für V-Zit in Antwerpen                                                                              |
| Pieter Caland  | 1960    | 51        | 525        | 1960–1999 | Seit 2005 als Supperclub Cruise in Amsterdam                                                                          |
| Prinseplaat    | 1961    | 38        | 440        | 1961–1999 | Als Dutch Master für Thames Leisure in London                                                                         |
| Prinsesseplaat | 1952    | …         | …          | 1952–1994 | Als Prinses in Maasbracht für Rederij TJH Houtermans aus Roermond; ab 2006 dort als Princess für Princess Rederij Vof |
| Stad Rotterdam | 1962    | 40        | 305        | 1962–1999 | Verkauft, Aqua-Fun; ab 2007 Party-Boot Frisia in Sint-Annaland                                                        |
| Vasco da Gama  | 1998    | 40        | 250        | 1998–2003 | Als Austria Princess für Brandner in Wien                                                                             |